# Галаксія (комп'ютер)

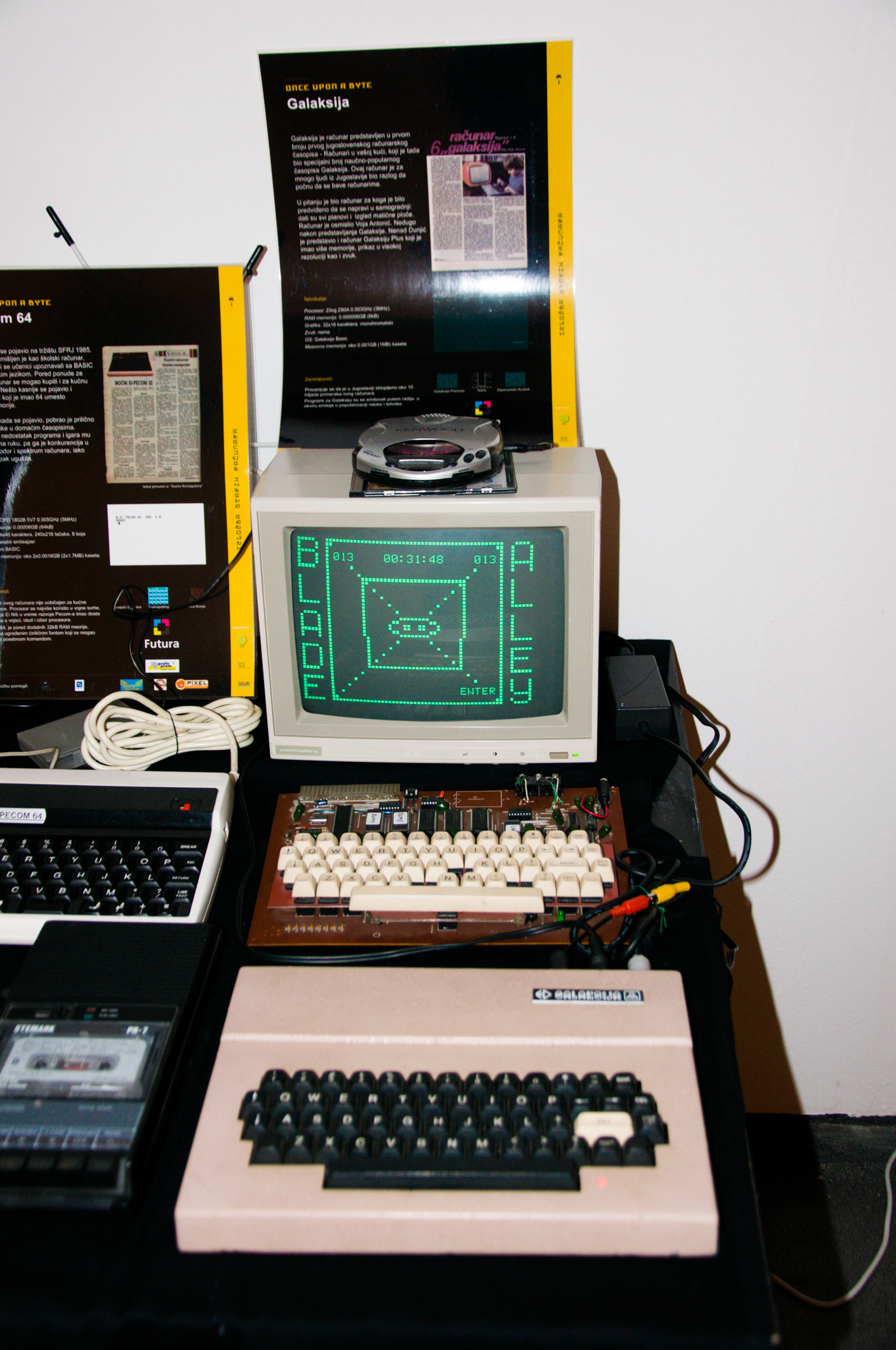
Повністю зібраний комп'ютер на виставці BalCCon2k14 в Новому Саді

Galaksija (серб. Галаксија, укр. Галаксія) — саморобний 8-розрядний домашній комп'ютер, розроблений журналістом і винахідником Войєю Антоничем (Сербія). Комп'ютер був описаний у спеціальному випуску «Комп'ютери у вашому домі» (серб. «Računari u vašoj kući») популярного наукового журналу «Galaksija», опублікованому в грудні 1983 року в Белграді. Комп'ютер поширювався у формі комплекту «зроби сам», але його можна було зібрати й повністю самостійно. Пізніше комп'ютер пропонувався і в повністю зібраному вигляді.

## Історія
На початку 1980-х югославські закони перешкоджали імпорту комп'ютерів до країни. Крім того, навіть найдешевші західні комп'ютери того часу коштували кілька місячних зарплат югославського робітника. З цих причин, хоча багато хто й хотів б мати домашній комп'ютер, мало хто міг це собі дозволити; а коли й могли — це був зазвичай ZX Spectrum або Commodore 64. Але при цьому в країні існувала розвинена електронна промисловість, отримання електронних компонентів з Заходу теж не було великою проблемою.
За словами самого Войї Антонича, відпочиваючи в готелі міста Рисан, він вивчав документацію процесора CDP1802 і думав про можливість формування зображення засобами центрального процесора. Хоча CDP1802 і був для цього занадто примітивним, можливості Zilog Z80 здавалися цілком достатніми. До повернення в Белград у Войї вже була концептуальна діаграма комп'ютера, процесор якого керує генеруванням зображення. Звичайно, такий підхід дуже знижував продуктивність машини, зате значно спрощував схему і зменшував вартість.
Наступним кроком було знайти журнал, готовий опублікувати отриману схему. Очевидним вибором був журнал «SAM», що виходив у Загребі, але з огляду на попередній негативний досвід співпраці, довелося шукати інші варіанти. Науково-популярний журнал «Galaksija» здавався невідповідним, але виявилося що його редакція працює над спеціальним випуском, присвяченим комп'ютерам. Войя Антонич запропонував автору випуску, Деяну Ристановичу (серб. Dejan Ristanović) опублікувати повні інструкції в дусі «зроби сам». Спеціальний 100-сторінковий випуск програми «Комп'ютери у вашому домі» вийшов у грудні 1983 року (хоча й був датований січнем 1984-го). За словами самого Деяна Ристановича, тираж 30 000 примірників журналу був розкуплений за кілька тижнів, і його довелося двічі додруковувати.
У грудні 1993 року на зустрічі в редакції журналу висловлювалися припущення про те, скільки комп'ютерів буде зібрано за цими інструкціями. Говорилося про цифри від декількох сотень до тисячі (останнє припущення викликало сміх). Пізніше виявилося, що реальна кількість замовлених комплектів комп'ютера перевищила 8000; число зібраних комп'ютерів могло бути більшим за рахунок тих, хто не замовляв ні друкованих плат, ні прошитих ПЗП.
Ціна набору для складання в мінімальній комплектації (тільки ПЗП A, 4 КБ ОЗП) 1984 року складала 45 500 динар.
Компоненти набору для складання вироблялися і постачалися з різних джерел: MIPRO й Електроніка, спільно з Інститутом електроніки та вакуумної технології — постачали друковані плати і клавіатури; Mikrotehnika (Ґрац) — інтегральні схеми; Войя Антонич особисто прошивав усі ПЗП; співробітники редакції журналу «Галаксі» готували друковані матеріали і організовували розсилання замовникам. Пізніше інститут, відповідальний за підготовку шкільних підручників і посібників, спільно з Elektronika Inženjering почали масове виробництво комп'ютерів «Galaksija» для постачання в школи.
Хоча «Galaksija» за своїми можливостями й не можна порівняти з комерційними комп'ютерами того ж часу, але він справив важливий локальний вплив. Багато ентузіастів вивчали роботу комп'ютерів на цьому прикладі — він виявився хорошим інструментом для вивчення та експериментування.
Подальший розвиток лінійки продовжився з появою 5 функціональних прототипів, проте в зв'язку з їх уже моральним і технічним старінням роботи над ними припинилися 1995 року. Всі вони були викинуті, проте незабаром у погребі будинку Антонича було знайдено один вцілілий прототип, який було передано до музею науки і техніки Белграда.

## Технічні характеристики
- Центральний процесор: Zilog Z80 А на тактовій частоті 3,072 МГц
- Пам'ять: з адресованого простору 64 КБ, перші 8 КБ відводяться під ПЗП, інші під ОЗП
  - ПЗП A: 4 КБ — завантажувач, відеогенератор, Galaksija BASIC[10]
  - ПЗП B (за бажанням): 4 КБ — додаткові команди Galaksija BASIC, асемблер, монітор
  - ПЗП знакогенератора: 2 КБ
  - ОЗП : 2-6 КБ статичного ОЗП у базовій моделі, розширюване до 54 КБ
- Відеорежим: тільки текстовий, 32 × 16 символів, монохромний
- Псевдографіка: 2×3 крапки на символ, 64×48 крапок всього
- Клавіатура: 54 клавіші
- Звук: відсутній у первісній специфікації, але може бути отриманий через магнітофонний вихід
- Пристрій зберігання даних: побутовий касетний магнітофон, швидкість запису 280 біт/с
- інтерфейси:
  - Системний порт: 44 виводи
  - Порт магнітофона — DIN-роз'єм
  - Відеовихід у форматі PAL — DIN-роз'єм, чорно-білий відеосигнал
  - Високочастотний відеовихід — RCA -роз'єм

## Особливості

### Galaksija BASIC
Galaksija BASIC — це інтерпретатор мови BASIC, код якого частково заснований на Microsoft Level 1 BASIC. Після низки змін і поліпшень, від оригіналу залишився лише код реалізації команд управління і код операцій з числами з рухомою комою.
Інтерпретатор використовував 3 спеціальні символи і 33 зарезервовані слова. ПЗП B доповнював мову ще одним спецсимволом і 22 командами (зокрема тригонометричними функціями).
Інтерпретатор BASIC видавав лише кілька повідомлень про помилки: WHAT? (синтаксична помилка), HOW? (неправильний параметр) і SORRY (не вистачило пам'яті) — це було зроблено для економії пам'яті ПЗП. Деякі стандартні команди BASIC були замінені (BYTE замість PEEK/POKE, OLD замість LOAD тощо) — для того, щоб більше ключових слів починалося з різних літер; інтерпретатор дозволяв скорочувати команди, записуючи першу букву і крапку (наприклад, P. замість PRINT).

### Знакогенератор
Набір символів комп'ютера — дещо модифікований (локалізований) варіант ASCII :
- Букви в нижньому регістрі відсутні
- Коди 91-94 відповідають символам сербської мови : Č, Ć, Ž і Š. Буква «Đ» була відсутня і зазвичай замінювалося на «DJ»
- 64 коди використовувалися для символів псевдографіки у вигляді матриці 2×3 крапки
- Коди символів 64 і 39 використовувалися як дві половини логотипу компанії Elektronika Inženjering, який зображувався перед запрошенням «READY»

У ПЗП знакогенератора кожен символ являв собою матрицю 8×13 крапок.

### Відео
Комп'ютер не мав окремого набору мікросхем для формування відеосигналу, натомість більшу частину роботи з формування відеосигналу брав на себе центральний процесор, використовуючи окремий регістр зсуву. На початку 57-го рядка півкадру спрацьовувало переривання, в ході обробки якого процесор формував 208 рядків зображення. 512 байт ОЗП використовувалася для зберігання символів, що складали поточний екран. Процесор брав зі знакогенератора байт чергового 8-піксельного рядка символу, і передавав його регістру зсуву, який, у свою чергу, побітово віддавав цей байт на відеовихід.
Приблизно 2/3 процесорного часу використовувалося для формування зображення, що звичайно дуже позначалося на швидкодії машини. Під час запису і читання даних з касети відеовихід відключався. В BASIC також була можливість відключати зображення для роботи в «швидкому» режимі.
Оскільки відеосигнал формувався програмно, була можливість взяти на себе формування зображення, і деякі програми користувалися цією можливістю, наприклад, для виведення символів із власного знакогенератора. Маючи досить пам'яті навіть без апаратних переробок можна було виводити графіку більш високої роздільної здатності — до 256 × 208 пікселів — це вимагало 6144 байт відеопам'ять.

### Порт магнітофона
Касетний вхід був досить простим і використовував лише кілька елементів для контролю рівня вхідного сигналу. Одержуваний 1-бітний сигнал подавався на ту ж мікросхему, що відповідала за клавіатуру, тому на програмному рівні магнітофонний вхід виглядав як послідовність швидких натиснень/відпускань клавіші.
Спочатку не передбачалася що комп'ютер буде видавати звук, тому більшість програм не розраховували на це. Однак, вихідний порт магнітофона можна було використовувати як 1-бітний вихіду на динамік.

## Galaksija Plus
Galaksija Plus — поліпшена версія комп'ютера «Galaksija», розроблена Ненандом Дуничем (серб. Nenad Dunjić) і Міланом Тадичем (серб. Milan Tadić) 1985 року. Метою було розширити можливості оригінальної машини, зберігши низьку вартість і простоту складання.
Відмінності Galaksija Plus від Galaksija:
- Замість статичного ОЗП застосовано динамічний, обсяг ОЗП розширено до 48 КБ
- Швидкість читання/запису на касету збільшено до 1200 біт/с
- Крім стандартного текстового режиму, додано монохромний графічний 256×208 пікселів
- Звук: 3-канальний, з використанням мікросхеми генератора звуку AY-3-8912
- Додано ПЗП C — містить код, специфічний для Galaksija Plus, зокрема, код для роботи графічного режиму
- Додано два паралельні порти введення-виведення

Комп'ютер вироблявся в Institute for School Books and Teaching Aids і продавався за ціною в 140 000 динар.

## Програмне забезпечення
Код прошивок ПЗП, а також інші програми для комп'ютера були опубліковані в серії випусків «Комп'ютери у вашому домі» журналу Galaksija, у вигляді шістнадцяткових дампів. Крім цього, програми та статті про комп'ютер публікувалися в журналах Svet Kompjutera і Moj Mikro.
Користувачі також створювали програми і обмінювалися ними, всього бібліотека програм налічує понад 100 найменувань, значна частина з яких — ігри.
В середині 1980-х програми для комп'ютера протягом трьох років транслювалися по «Радіо Белград» у програмі Ventilator 202.

## Емуляція
- Galaxy Win — емулятор комп'ютера під Windows[17]
- Galaxy — емулятор під DOS[18]
- Мультисистемний емулятор MAME містить драйвери galaxy і galaxyp
- Galaksija Emulator для комп'ютера ZX Spectrum 128K[19]

Також існують і апаратні репліки комп'ютера на більш сучасній елементній базі:
- μGalaksija — «Galaksija» на FPGA[20]